# Globba
Genre
Classification APG III (2009)
Globba est un genre de plantes à fleurs de la famille des Zingiberaceae originaire de l’Asie du Sud-Est.

## Liste d’espèces

### SelonNCBI(18 juil. 2010)[2]
- Globba acehensis
- Globba adhaerans
- Globba aff. adhaerens Williams 00-385
- Globba aff. adhaerens Williams 02-589
- Globba albiflora
- Globba albobracteata
- Globba annamensis
- Globba atrosanguinea
- Globba aurantiaca
- Globba brachyanthera
- Globba bulbifera
- Globba campsophylla
- Globba candida
- Globba cernua
- Globba clarkei
- Globba colpicola
- Globba curtisii
- Globba deliana
- Globba expansa
- Globba fecunda
- Globba flagellaris
- Globba flavibracteata
- Globba cf. flavibracteata
- Globba fragilis
- Globba franciscii
- Globba geoffrayi
- Globba globulifera
- Globba gracilis
- Globba holttumii
- Globba insectifera
- Globba keithii
- Globba laeta
- Globba leucantha
- Globba macroclada
- Globba marantina
- Globba mogokensis
- Globba multiflora
- Globba multifolia
- Globba nuda
- Globba obscura
- Globba ophioglossa
- Globba orixensis
- Globba paniculata
- Globba patens
- Globba pendula
- Globba platystachya
- Globba propinqua
- Globba racemosa
- Globba radicalis
- Globba reflexa
- Globba rosea
- Globba schomburgkii
- Globba aff. schomburgkii Williams 98-13
- Globba aff. schomburgkii Williams 98-17
- Globba sessiliflora
- Globba siamensis
- Globba spathulata
- Globba substrigosa
- Globba talangensis
- Globba variabilis
- Globba wardii
- Globba wengeri
- Globba winitii
- Globba aff. winitii 02-588
- Globba aff. winitii 99-33
- Globba xantholeuca
- Globba sp. Chase 3909
- Globba sp. Kato et al.10001(TI)
- Globba sp. KJW-2003a
- Globba sp. KJW-2003b
- Globba sp. Lindstrom 713
- Globba sp. Lindstrom 784
- Globba sp. Takano cult.17(KYO)
- Globba sp. Williams 00-334
- Globba sp. Williams 01-424
- Globba sp. Williams 02-578
- Globba sp. Williams 02-604

## Espèces aux noms synonymes, obsolètes et leurs taxons de référence
Selon World Checklist of Selected Plant Families (WCSP) (21 sept 2011) :

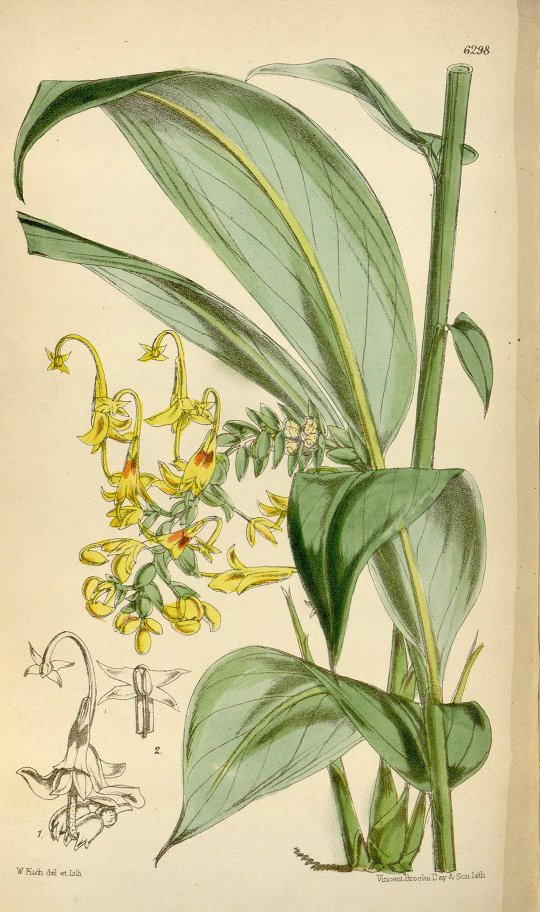
Globba schomburgkii.
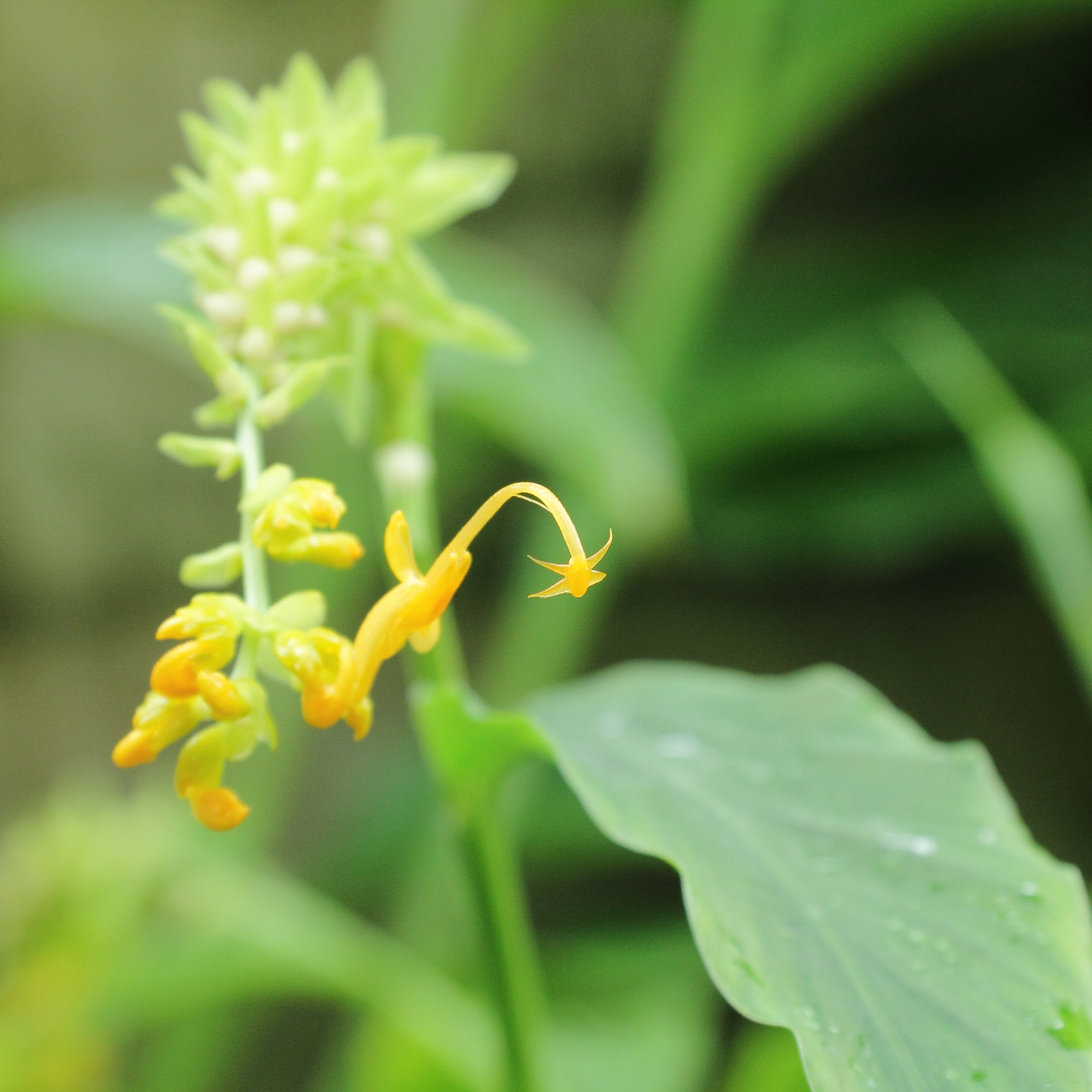
Globba schomburgkii.
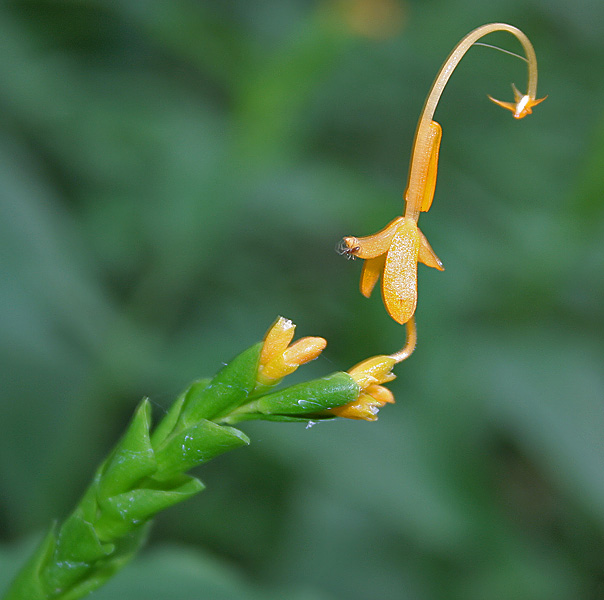
Globba marantina.
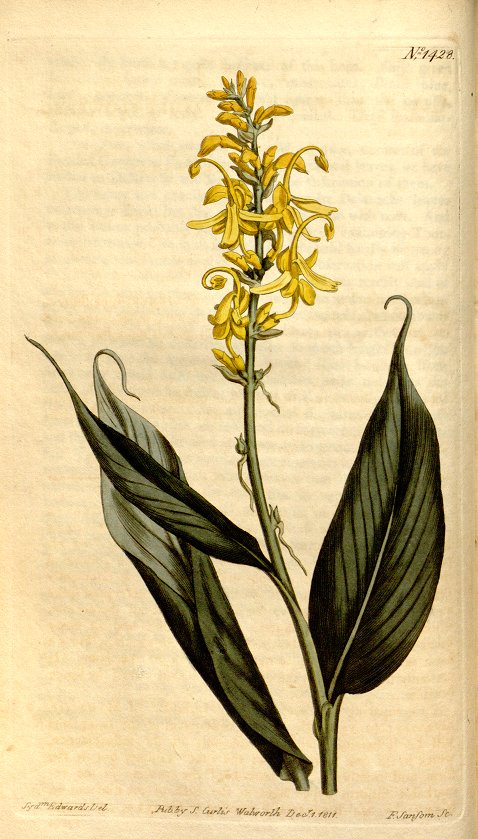
Globba sessiliflora.
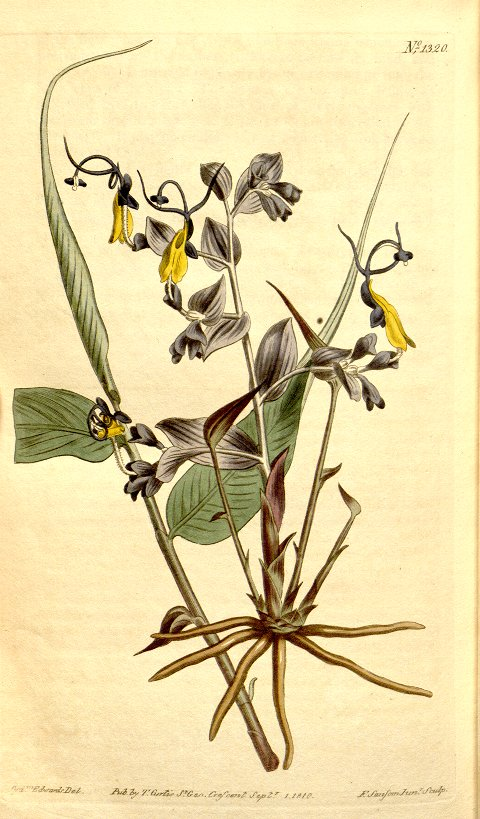
Globba radicalis.
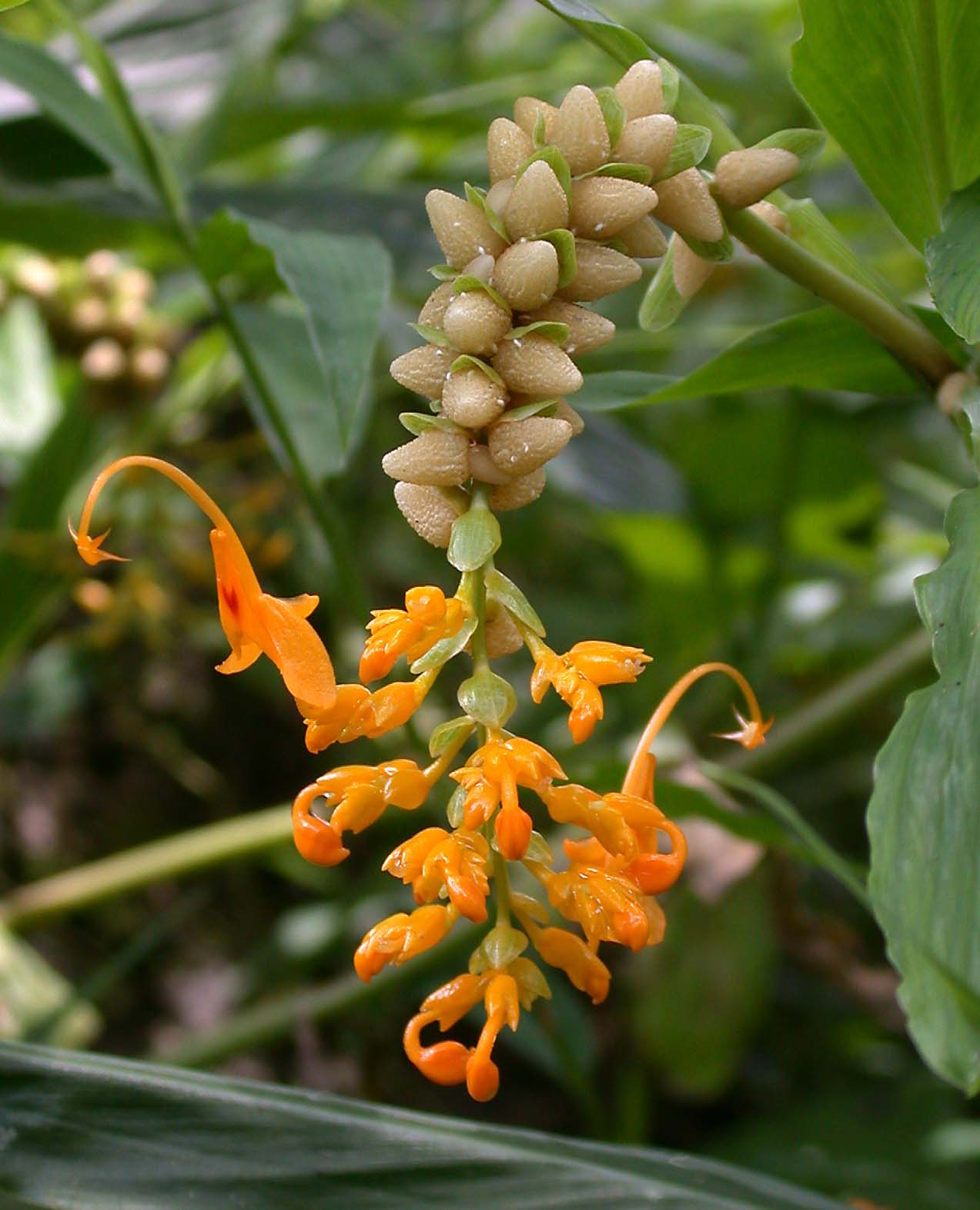
Globba obscura, dans le parc national de Khao Yai, en Thaïlande.